# Sergio Martini
Sergio Martini (* 29. července 1949 Rovereto) je italský horolezec. Čtrnáct let po Reinholdu Messnerovi se stal osmým mužem a třetím Italem, kterému se podařilo dobýt všech 14 osmitisícovek. Zároveň mu to trvalo neuvěřitelných 24 let, tedy nejdelší dobu, kterou zatím některý horolezec ke zdolání všech osmitisícovek potřeboval. Martini se nikdy nestal profesionálním horolezcem, vždy vykonával i své původní povolání učitele tělesné výchovy a trénoval i lezl během dovolené. Martini žije v městečku Rovereto v severní Itálii nedaleko Dolomit. S horolezectvím začal v 16 letech a krátce nato už zaznamenal úspěchy v Aplách a v Andách. Jeho první osmitisícovkou byla roku 1976 Dhaulágirí. Na další si ovšem musel počkat až do roku 1983 kdy byl členem italské expedice na K2, jejímž jediným neitalským členem byl Josef Rakoncaj. Expedice skončila úspěchem, Martini dosáhl vrcholu s kolegou Faustem De Stefanim několik dní po Rakoncajovi. Poslední zbývající vrchol Lhoce dosáhl roku 2000.

## Úspěšné výstupy na osmitisícovky
- 1976 Dhaulágirí (8167 m n. m.)
- 1983 K2 (8611 m n. m.)
- 1985 Makalu (8465 m n. m.)
- 1986 Nanga Parbat (8125 m n. m.)
- 1986 Annapurna (8091 m n. m.)
- 1987 Gašerbrum II (8035 m n. m.)
- 1988 Šiša Pangma (8013 m n. m.)
- 1988 Čo Oju (8201 m n. m.)
- 1989 Dhaulágirí (8167 m n. m.)
- 1989 Mount Everest (8849 m n. m.)
- 1993 Broad Peak (8047 m n. m.)
- 1994 Gašerbrum I (8068 m n. m.)
- 1995 Kančendženga (8586 m n. m.)
- 1996 Manáslu (8163 m n. m.)
- 1998 Mount Everest (8849 m n. m.)
- 2000 Lhoce (8516 m n. m.)